# Sokrates
Sokrates, stgr. Σωκράτης (ur. 469 p.n.e. w Atenach, zm. 399 p.n.e. tamże) – grecki filozof starożytny. Obok Platona i Arystotelesa uważany za największego filozofa starożytności, stąd wcześniejsza filozofia nazywana jest przedsokratejską.

## Przekazy na temat Sokratesa
Sokrates nie pozostawił po sobie żadnych pism i informacje na jego temat czerpie się z innych źródeł. Do najważniejszych należą dzieła pisarzy, którzy go znali: Platona, Ksenofonta i Arystofanesa. Informacje na jego temat można również znaleźć w pracach późniejszych twórców, m.in. u Arystotelesa czy sokratyków mniejszych. Osoba i poglądy Sokratesa przedstawione w tych dziełach dość istotnie różnią się między sobą.

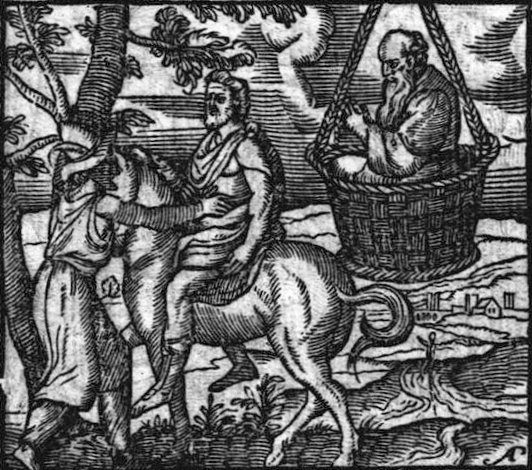
Sokrates w koszu napowietrznym (scena z Chmur Arystofanesa w XVI-wiecznym drzeworycie)

Pierwszym świadectwem o filozofie jest komedia Chmury Arystofanesa, wystawiona w 423 p.n.e., czyli jeszcze za życia i działalności Sokratesa, przedstawiająca go jako jednego z sofistów i burzycieli ładu społecznego. Nie jest to dzieło filozoficzne, lecz prześmiewcza krytyka sofistów i Sokratesa. Prawdopodobnie Chmury są jedynym utworem literackim napisanym za życia filozofa, w którym przedstawiona jest jego postać.
Kolejnym źródłem są dialogi Platona. Platon, uczeń Sokratesa, uczynił go głównym bohaterem swych dzieł. Jego ustami wygłaszane są też poglądy samego Platona, co znacznie utrudnia rekonstrukcję oryginalnych poglądów Sokratesa. Sokrates z dialogów Platońskich jest inny niż u Arystofanesa. Różnice te są tłumaczone zarówno cechami samych autorów (w przeciwieństwie do Arystofanesa, Platon był filozofem i poglądy Sokratesa znał bardzo dobrze), jak i odnoszeniem się do innego okresu życia Sokratesa. Sokrates Arystofanesa jest osobą ok. czterdziestoletnią, natomiast w dialogach Platona Sokrates jest już u schyłku życia, kiedy jego poglądy uległy znacznym zmianom.
Jeszcze inna postać filozofa wyłania się z pism Ksenofonta, który również był jego uczniem. Jest on postacią łagodną, o mało kontrowersyjnych poglądach. Sam Ksenofont jest uznawany za mało kompetentnego w kwestiach filozoficznych i jego świadectwo ma mniejszą wartość niż powyższe.

## Życie
Niewiele wiadomo o życiu Sokratesa. Był synem kamieniarza i rzeźbiarza Sofroniskosa i akuszerki Fainarete. Był żonaty z Ksantypą, z którą miał trzech synów: Lamproklesa, Sofronikosa i Meneksenosa. Z późniejszych źródeł (od Diogenesa Laertiosa) wiadomo jeszcze o żonie imieniem Myrto. Mogła być ona pierwszą żoną Sokratesa, jednak jej istnienie jest niepewne.
Mieszkał w Atenach, gdzie nauczał, prowadząc dysputy z przypadkowymi przechodniami na ulicach miasta. Nie opuszczał swojego rodzinnego miasta, z wyjątkiem trzykrotnego udziału w wyprawach wojennych. Walczył jako hoplita w bitwach pod Potidają, pod Delion i pod Amfipolis.

### Proces i śmierć

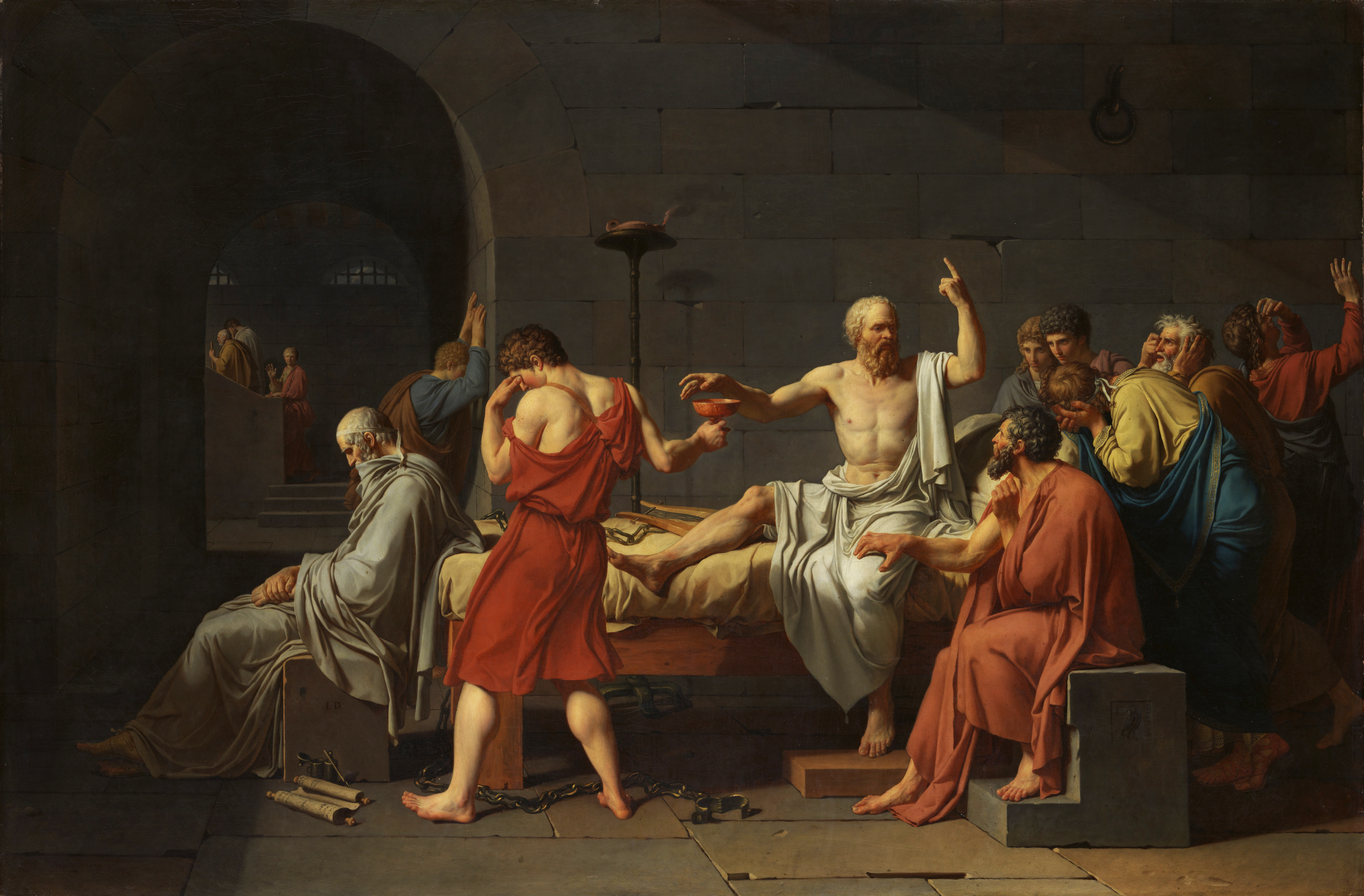
Śmierć Sokratesa (mal. Jacques-Louis David, 1787)

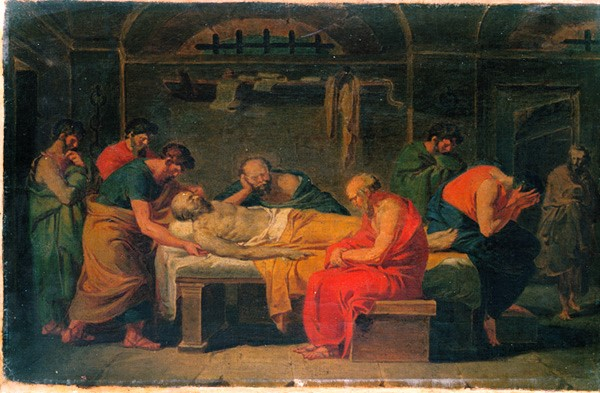
Opłakiwanie Sokratesa (mal. Vincenzo Camuccini, pocz. XIX w.)

W 399 r. p.n.e. nieznany szerzej poeta Meletos przy poparciu przywódcy demokratów Anytosa i retora Lykona wniósł przed archonta basileusa (urzędnika zajmującego się sprawami religii) oskarżenie przeciwko Sokratesowi. Oskarżał go o niewyznawanie bogów, których uznaje państwo, i wyznawanie bogów, których państwo nie uznaje oraz psucie młodzieży. Szczegóły procesu zostały przekazane przez Diogenesa Laertiosa, do którego czasów miał się zachować akt oskarżenia, a także przez Platona (w Menonie i Obronie Sokratesa) oraz Ksenofonta (Wspomnienia o Sokratesie).
Sprawę rozpatrywał ateński sąd ludowy (dikasterion). W pierwszym głosowaniu nad winą oskarżonego stosunek głosów winny/niewinny wyniósł prawdopodobnie 280:220. Sokrates mógł zaproponować wymiar kary dla siebie. Zaproponował utrzymanie na koszt państwa lub zapłacenie niewspółmiernie małej grzywny. W drugim głosowaniu sędziowie zadecydować mieli pomiędzy wymiarem kary zaproponowanym przez oskarżyciela i przez oskarżonego. Stosunkiem głosów 361 do 140 wybrali zaproponowaną przez Meletosa karę śmierci. Być może oskarżyciele dążyli jedynie do banicji Sokratesa, jednak okazało się to niemożliwe wobec nieprzejednanej postawy oskarżonego.
Po procesie Sokrates udał się do więzienia, gdzie miał pozostać jeszcze przez 30 dni, zanim zostanie stracony. W tym czasie pozostawiono mu dużą swobodę i był licznie odwiedzany przez swoich uczniów, z którymi toczył dysputy. Ucieczka z tego więzienia nie stanowiłaby dużych trudności, jednak Sokrates odrzucał takie propozycje.
Po upływie wskazanego okresu Sokratesowi miała zostać podana cykuta do wypicia. Wypił ją w obecności swoich uczniów i przyjaciół. Scena ta została następnie opisana przez Platona w Fedonie oraz przez Ksenofonta we Wspomnieniach o Sokratesie.
Kontrowersje budzi trucizna użyta do egzekucji Sokratesa. W tradycji literackiej jest to cykuta (szalej jadowity, Cicuta virosa), jednakże analiza objawów prowadzi do wniosku, że najprawdopodobniej był to szczwół plamisty (Conium maculatum) . W starożytności obie te rośliny określano łacińskim cicuta.

## Poglądy
Sokrates nie pozostawił własnych pism. Przekaz innych osób o nim jest zniekształcony. Stąd też rekonstrukcje jego poglądów zawsze częściowo opierają się na domysłach i są podatne na krytykę. Problem ten znany jest jako kwestia sokratejska.

### Epistemologia
Podejście Sokratesa do własnej wiedzy i przekonań streszcza przypisywane mu zdanie „Wiem, że nic nie wiem” (gr. Οἶδα οὐδὲν εἰδώς) (Oîda oudén eidṓs) znane również z zapisu łacińskiego (scio me nihil scire lub scio me nescire). Sokrates deklarował tym samym, że jest jedynie miłośnikiem mądrości (filozofem) i poszukiwaczem prawdy, i sam nie dysponuje wiedzą, której mógłby nauczać. Tym samym odróżniał się od sofistów, którzy uważali się (zdaniem Sokratesa bezpodstawnie) za znających prawdę i oferowali jej nauczanie. Sokrates znany był ze swej przekory i można wnioskować, iż zdanie to stanowiło punkt zaczepny w dyskusjach z innymi obywatelami Aten, w których to udający zawstydzenie z powodu swojej niewiedzy filozof, uznawał z góry ich wyższość i zadając kolejne pytania powoli wykazywał im ich obłudę. W ogólniejszym sensie, ponieważ (jak przekazano w Obronie Sokratesa) wyrocznia delficka uznała go za najmądrzejszego z ludzi, filozof wyraża tymi słowami znikomość ludzkiej wiedzy jako takiej.

#### Metody sokratyczne

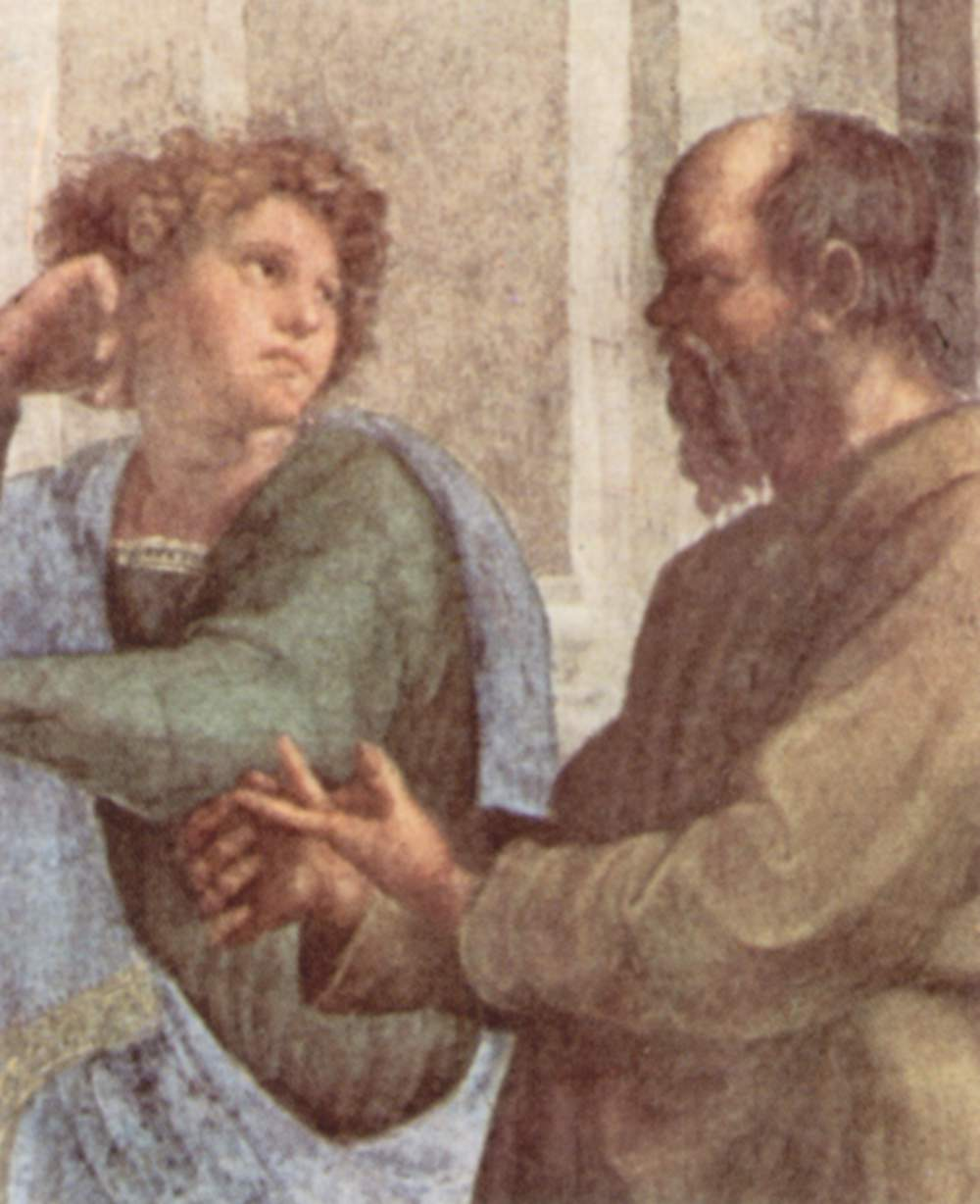
Sokrates wyliczający argumenty, fragment Szkoły Ateńskiej Rafaela (ok. 1509)

Sokrates stosował szereg metod nauczania, dyskusji i argumentacji, łącznie nazywanych metodą sokratyczną. Część z nich pochodziła od sofistów. Podobnie jak oni, filozof przechadzał się ulicami i dyskutował z przechodniami na tematy filozoficzne (np. czym jest dobro czy sprawiedliwość).
W rozmowie Sokrates wcielał się w postać łaknącego prawdziwej wiedzy prostaczka (eironeia, ironia, postawa „udawanej skromności”), który od swojego rozmówcy (alazoneia, postawa “chełpliwej próżności”) pozornie oczekuje pouczenia i pomocy w poszukiwaniu prawdy.
W dyskusji Sokrates stosował wypracowane przez siebie metody majeutyczną i elenktyczną. Uważając, że sam nic nie wie i prawdziwej wiedzy dopiero poszukuje, starał się nie tyle przekonać swoich rozmówców, lecz wskazać na błędność ich poglądów lub wydobyć z nich ukrytą wiedzę.
- Metoda elenktyczna polegała na sprawdzaniu wartości i zbijaniu twierdzeń rozmówcy poprzez wyprowadzanie z nich konsekwencji doprowadzających w końcu do tezy absurdalnej lub sprzecznej z twierdzeniem pierwotnym (aporii). Była metodą negatywną, która wskazywała na niepewność i brak ugruntowania tego, co rozmówca uważał za wiedzę (episteme), a co w rzeczywistości okazywało się jedynie mniemaniem (doksa). Rozmowa prowadzona była do momentu, aż rozmówca przyznawał, że nic nie wie na ten temat[15].
- Metoda majeutyczna („położnicza”) była z kolei metodą pozytywną. Stosował ją tylko wobec niektórych osób, w których drzemała nieuświadomiona wiedza. Poprzez dyskusję Sokrates starał się pomóc tej wiedzy „przyjść na świat”. Nie był więc osobą pouczającą, a jedynie pomocnikiem, który sam także się uczył[16].

Niegdyś szeroko rozpowszechniony był również pogląd uznający Sokratesa za twórcę logiki. Opinia ta oparta była na opinii Arystotelesa, który w Metafizyce uznawał go za twórcę rozumowania indukcyjnego i definicji. Pogląd ten uważa się obecnie za błędny, pomimo faktu, że Sokrates używał w praktyce indukcji i dążył do określenia znaczenia pojęć, to nie ujmował ich teoretycznie. Tym samym nie można go uznać za twórcę tych pojęć.

### Etyka
Sokrates jest centralną postacią dla starożytnej filozofii greckiej. Dokonał całkowitej reorientacji zainteresowań filozoficznych z physis (filozofia przyrody), na człowieka wyposażonego w duszę (psyche). Chociaż taka zmiana zainteresowań dokonała się również u sofistów, to podejście Sokratesa jest znacznie głębsze – potraktował on człowieka z jego życiem wewnętrznym jako odrębny od natury kosmos – jedyny, który warto badać. Sokratejskie hasło, by „poznać samego siebie”, wskazywało, że należy odejść od problematyki jońskiej filozofii przyrody i zwrócić się ku problematyce antropologicznej i etycznej.
Według Sokratesa to dusza jest właściwym człowiekiem, jego „ja”. To ona odróżnia go bowiem od świata zwierząt. Każdy człowiek jest wyposażony w indywidualną duszę, która jest siedzibą cnót (areté). Dla Sokratesa cnota była dobrem bezwzględnym, czym przeciwstawiał się relatywizmowi sofistów. Jest też dobrem najwyższym, o które człowiek winien zabiegać, nie licząc się z niebezpieczeństwami i śmiercią. Drogą do cnotliwego życia jest natomiast poznanie, tego co jest dobre (intelektualizm etyczny).

#### Intelektualizm etyczny
Sokrates utożsamia cnotę z wiedzą i mądrością. Areté to episteme. Wiedzieć o tym, co jest dobre, oznacza więc automatycznie postępować dobrze. Stanowisko takie zwane jest intelektualizmem etycznym. Wynika z niego, że cnoty można się nauczyć, a gdy posiądzie się tę wiedzę, samoistnie wybiera się życie zgodnie z nią. Stanowisko to stało w opozycji do opinii arystokratów, zgodnie z którą jest ona czymś przyrodzonym. Stąd dążenie do zdobycia wiedzy czy metoda sokratejska służyć miały nie tylko celom poznawczym, ale w konsekwencji, także etycznym.

### Filozofia polityczna
Sokrates nie był politykiem, jednak poruszał tematy polityczne. W wielu swoich wypowiedziach krytykował demokrację ateńską, przez co bywał wielokrotnie oskarżany o antydemokratyzm. Wynikać to także miało z tego, że wśród jego uczniów znajdowali się przeciwnicy demokracji (Alkibiades, Platon, Kritiasz). Sokrates krytykował również ustrój oligarchiczny, przez co przeciwko niemu zwrócili się zarówno zwolennicy demokracji, jak i oligarchii.
Według Karla Poppera Sokrates nie jest antydemokratą, a jego krytyka miała charakter demokratyczny. Służył wskazaniu słabych stron ustroju i wytykaniu błędów instytucji. Jest więc ona krytyką, bez której ustrój demokratyczny nie może się obejść. Sokrates mówił, że jak bąk z ręki boga puszczony siadał miastu na kark; ono niby koń wielki i rasowy, ale taki duży, że gnuśnieje i potrzebuje jakiegoś żądła, żeby go budziło. Jego krytyka miała więc na celu dobro publiczne i była zasadniczo odmienna od Platońskiej krytyki demokracji, która według Poppera miała charakter totalitarny.

## Upamiętnienie w Polsce
Od 1973 na terenie obecnej dzielnicy Bielany w Warszawie znajduje się ulica imienia Sokratesa.